# Anoplodactylus squalidus
Anoplodactylus squalidus is een zeespin uit de familie Phoxichilidiidae. De soort behoort tot het geslacht Anoplodactylus. Anoplodactylus squalidus werd in 1973 voor het eerst wetenschappelijk beschreven door Clark. 